# Гражданка (село)
Гражда́нка — село в Україні, у Єланецькій селищній громаді Вознесенського району Миколаївської області. Населення становить 117 осіб. До 2020 року орган місцевого самоврядування — Ясногородська сільська рада.

## Населення

### Мова
Розподіл населення за рідною мовою за даними перепису 2001 року:
| Мова       | Кількість | Відсоток |
| ---------- | --------- | -------- |
| українська | 111       | 94.88%   |
| російська  | 2         | 1.71%    |
| румунська  | 2         | 1.71%    |
| білоруська | 1         | 0.85%    |
| вірменська | 1         | 0.85%    |
| Усього     | 117       | 100%     |